# The Smallest Man Who Ever Lived
«The Smallest Man Who Ever Lived» — песня американской певицы и автора-исполнителя Тейлор Свифт. Она была выпущена 19 апреля 2024 года на лейбле Republic Records в качестве двадцать второго трека из двойной альбомной версии её четырнадцатого студийного альбома The Tortured Poets Department (2024). Свифт написала и спродюсировала трек вместе с давним соавтором Аароном Десснером. Песня заняла 18-е место в Billboard Global 200 и вошла в топ-20 в Австралии, Канаде, Ирландии, Новой Зеландии и США.
Свифт впервые исполнила песню на концерте The Eras Tour 9 мая 2024 года в Нантере (Париж, Франция).

## Предыстория
Тейлор Свифт начала работу над The Tortured Poets Department сразу после того, как представила Republic Records, свой десятый студийный альбом Midnights для выпуска в 2022 году. Она продолжала работать над ним в тайне во время американского этапа тура Eras Tour в 2023 году. Замысел альбома возник примерно в то время, когда в СМИ появилась информация о прекращении шестилетних отношений Свифт с английским актёром Джо Элвином. Она назвала этот альбом своим «спасательным кругом», который ей было «очень необходимо» сделать. Свифт представила альбом The Tortured Poets Department на церемонии вручения премии «Грэмми» 4 февраля 2024 года, принимая награду в номинации «Лучший вокальный поп-альбом» за альбом Midnights (2022). Republic Records выпустила The Tortured Poets 19 апреля 2024 года. Через два часа после выхода The Tortured Poets Department, в полночь по восточному времени 19 апреля, Свифт неожиданно выпустила The Tortured Poets Department: The Anthology, второй том двойного альбома. The Anthology добавила в альбом пятнадцать песен в дополнение к песням первого тома. «The Smallest Man Who Ever Lived» — четырнадцатый трек из альбома.
После его выхода 19 апреля 2024 года поклонники и СМИ предположили, что в песнях альбома обсуждаются её отношения в тот период с английским актёром Джо Элвином, английским певцом Мэттью Хили и игроком в американский футбол Трэвисом Келси.

## Композиция
Песня «The Smallest Man Who Ever Lived» была описана как песня о расставании и провокационный «дисс-трек» о неназванном бывшем любовнике. В тексте песни рассказывается о мужчине в «костюме Свидетеля Иеговы», обвиняя его в том, что он преследовал её и пытался купить наркотики у её давнего друга. В звуковом плане трек построен в основном на фортепиано и «мигающем программировании».

## Отзывы
В рейтинге всех 31 песен из антологии The Tortured Poets Department издание Billboard поставило песню «The Smallest Man Who Ever Lived» на первое место, а редактор Джейсон Липшутц посчитал её «ещё одной песней расставания Тейлор Свифт на века». Кейтлин Хуамани из Los Angeles Times написала: «Бридж — один из лучших на альбоме, с захватывающим текстом и звёздным продюсированием»
.

## Участники записи
По данным Tidal.
- Тейлор Свифт — вокал, автор песен, продюсер
- Аарон Десснер — продюсер, автор песен, инженер звукозаписи, бас-гитара, программирование ударных, электрогитара, фортепиано, синтезаторы
- Сербан Генеа — аудиосведение
- Брайс Бордоне — инженер по микшированию
- Белла Бласко — инженер звукозаписи
- Бо Соренсон — дополнительный инженер
- Роб Мус — аранжировщик, скрипка, альт
- Джеймс МакАлистер — барабаны, электрогитара, перкуссия, синтезатор
- Лаура Сиск — звукоинженер по вокалу
- Рэнди Меррилл — мастеринг
- Джейсон Слота — перкуссия

## Чарты
| Чарт (2024)                                 | Высшая позиция |
| ------------------------------------------- | -------------- |
| Австралия (ARIA)                            | 16             |
| Канада (Billboard Canadian Hot 100)         | 18             |
| Мир (Billboard Global 200)                  | 18             |
| Ирландия (Billboard)                        | 19             |
| Новая Зеландия (Recorded Music NZ)          | 17             |
| Португалия (AFP)                            | 31             |
| Словакия (Singles Digitál Top 100)          | 97             |
| Испания (PROMUSICAE)                        | 90             |
| Швеция (Sverigetopplistan)                  | 60             |
| Великобритания (UK Singles Downloads Chart) | 76             |
| Великобритания (UK Streaming Chart, OCC)    | 17             |
| США (Billboard Hot 100)                     | 14             |